# プロドラッグ
プロドラッグ（英: Prodrug）とは、投与されると生体による代謝作用を受けて活性代謝物へと変化し、薬効を示す医薬品である。

## 目的
1. 作用の持続化
2. 脂溶性増大
3. 副作用・毒性の軽減
4. 安定化
5. 味・においの改善
6. 経口投与におけるバイオアベイラビリティ（特に消化管からの吸収し易さ）の改善

1、2、4、6は、吸収、分布、代謝、排泄に関する物性、いわゆるADMEの最適化により達成されることが多い。3.の例は、多くのがんに対する化学療法薬において見られ、プロドラッグ戦略により意図した標的への薬物の選択性を向上させる（ターゲティング）。
低酸素状態のがん細胞を標的にする医薬品は、還元活性化を行う。すなわち、低酸素状態の細胞内に存在する多量の還元酵素を利用し、プロドラッグを細胞毒性型へと変換する。活性化前の形態がより低い細胞毒性を示すならば、健康な正常細胞を傷つける可能性を著しく軽減させ、結果として副作用を軽くすることができる。

## 医薬品設計における位置づけ
合理的医薬品設計においては、新規化学物質の構造を操作しながらバイオアベイラビリティを改善してゆくが、そのためには、体内での主な代謝経路や、吸収改善ための化学的特性を知ることが重要である。しかし、意図せずプロドラッグが用いられることもある。特に偶然の発見により開発された医薬品の場合は、当初活性を示すと思われていた化合物が、詳細な代謝研究の後にプロドラッグであったと判明することがある。

## 化学構造の変換
薬物のプロドラッグへの変換には様々な置換基による化学修飾が成されるが、カルボキシ基やヒドロキシ基を持つ化合物をエステル化し、脂溶性を高めて吸収性を改善するなどの例が最も多い。エステル結合は肝臓などに存在するエステラーゼの作用によって容易に切断され、活性本体となる。
モルヒネの2つのヒドロキシ基をアセチル化し、大脳への移行性を高めたヘロインが、典型例として挙げられる。
プロドラッグ化は、あくまで薬物の化学構造の変換によるものであって、投与方法の変更（たとえば、錠剤から注射剤へ）は含まれない。

## 分類
プロドラッグは、どこで最終的な活性な薬物形態に変換されるかに基づいて、2つのタイプに分類できる。タイプ１は細胞内で変換が行われるもの（例：抗菌性ヌクレオシド類、高コレステロール血症剤のスタチン類、化学療法に用いる抗体依存型／遺伝子依存型酵素プロドラッグ[ADEP/GDEP]）、タイプ2は細胞外、特に消化物中、もしくは体循環中に変換されるもの（例：エトポシド、バルガンシクロビル、ホスアンプレナビル）である。それぞれのタイプは更にサブタイプA、Bに分けられる。タイプ1Aと1Bは、活性形態への変換が行われる場所が薬物の作用の場所であるかどうかにより決められる。タイプ2Aと2Bは変換の場が、消化物中か体循環中かにより分類される
。
| タイプ  | 変換の場 | サブタイプ | 変換が行われる組織       | 例                                                       |
| ------- | -------- | ---------- | ------------------------ | -------------------------------------------------------- |
| タイプ1 | 細胞内   | タイプ1A   | 治療目的の組織／細胞     | ジドブジン、 フルオロウラシル                            |
| タイプ1 | 細胞内   | タイプ1B   | 代謝組織（肝臓／肺など） | カプトプリル、 シクロフォスファミド                      |
| タイプ2 | 細胞外   | タイプ2A   | 消化物                   | スルファサラジン（サラゾスルガピリジン）、酸化ロペラミド |
| タイプ2 | 細胞外   | タイプ2B   | 体循環                   | フォスフェニトイン、 バンブテロール                      |

治療標的と変換の場が同じ場合（例：HMG-CoA還元酵素阻害剤）、1つのプロドラッグがタイプ1Aとタイプ1Bの両方に属することもありうる。

## プロドラッグの例
プロドラッグ → 活性代謝物の順で記述。
- 加水分解されるもの
  - オセルタミビル（タミフル） → オセルタミビルカルボキシレート（エチルエステルの加水分解と脱リン酸）
  - エナラプリル → エナラプリラート（エステル加水分解酵素）
  - バラシクロビル → アシクロビル（エステル加水分解酵素）
  - ホスアンプレナビル（英語版） → アンプレナビル（英語版）
  - シロシビン → シロシン
  - ヘロイン → モルヒネ（エステル加水分解酵素）
  - クロラムフェニコールコハク酸エステル → クロラムフェニコール（純粋なクロラムフェニコールが水に溶解しないため、静脈内プロドラッグとして用いられる。）
  - ジピベフリン → アドレナリン（緑内障薬として局所投与）
  - リスデキサンフェタミン → デキストロアンフェタミン（アンフェタミンのD型異性体）（ペプチド結合加水分解）
- DOPA脱炭酸酵素による変換
  - レボドパ → ドパミン
- P450による代謝
  - コデイン → モルヒネ（CYP2D6、脱メチル化）
  - プリミドン → フェノバルビタール（主生成物）、フェニルエチルマロンアミド（副生成物）
  - リスペリドン →  パリペリドン (CYP2D6、水酸化）
- 日本で未承認のもの
  - モルシドミン → SIN-1 → 一酸化窒素